# Condado de San Fernando de Peñalver
El condado de San Fernando de Peñalver es un título nobiliario español creado por real decreto el 13 de septiembre de 1817, y subsiguiente real despacho del 14 de octubre, con el vizcondado previo de San Rafael, por el rey Fernando VII a favor de Juan Crisóstomo de Peñalver y Barreto, Calvo de la Puerta y Valdés, alcalde de La Habana, Cuba.

## Condes de San Fernando de Peñalver
|                           | Titular                                            | Periodo                   |
| Creación por Fernando VII | Creación por Fernando VII                          | Creación por Fernando VII |
| ------------------------- | -------------------------------------------------- | ------------------------- |
| I                         | Juan Crisóstomo Peñalver y Barreto                 | 1817-1833                 |
| II                        | Gabriel Francisco de Peñalver y Peñalver           | 1834-1835                 |
| III                       | Juan Crisostomo Peñalver y Peñalver                | 1839-1873                 |
| IV                        | Juan Crisóstomo Peñalver y Martínez Campos         | 1881-¿...?                |
| V                         | Francisco de Paula Peñalver y Montalvo             | 1920-¿...?                |
| VI                        | Rodolfo Alfredo de Peñalver y Hernández de la Rosa | 1953-1982                 |
| VII                       | Fernando Fernández-Cavada y París                  | 1982-2006                 |
| VIII                      | Pelayo Cortina y Koplowitz                         | 2007-actual titular       |

## Historia de los condes de San Fernando de Peñalver
- Juan Crisóstomo de Peñalver y Barreto (La Habana, 27 de enero de 1774-10 de agosto de 1833), I conde de San Fernando de Peñalver,  teniente regidor de La Habana en 1804, alcalde ordinario en 1806 y Gran Cruz de la Orden de Isabel la Católica.[1] Era hijo de Gabriel Peñalver y Calvo, I marqués de Casa Peñalver, y de Tomasa Barreto y Valdés.[2]

Se casó el 8 de diciembre de 1810 con María Josefa de la Concepción Peñalver y Sánchez, hija de Sebastián Peñalver y Barreto, II marqués de Casa Peñalver, y de María Josefa Sánchez Hechevarría. Le sucedió su hijo:
- Gabriel Peñalver y Peñalver (La Habana, 29 de septiembre de 1815-9 de julio de 1835), II conde de San Fernando de Peñalver  por Real Carta de Sucesión de 15 de febrero de 1804, y gentilhombre de cámara de S.M.

Contrajo matrimonio el 18 de marzo de 1835 con Juana Teresa María de la Merced de Cárdenas y Cárdenas, hija de Miguel de Cárdenas y Peñalver, I marqués de Campo Florido, y de María de la Encarnación de Cárdenas y Zayas.  Sin descendencia, le sucedió su hermano:
- Juan Crisóstomo Peñalver y Peñalver (La Habana, 29 de diciembre de 1818-24 de noviembre de 1873), III conde de San Fernando de Peñalver  por Real Carta de Sucesión de 27 de octubre de 1839.[3]

Se casó el 24 de septiembre de 1847 con María Josefa Montalvo y Cárdenas, hija de Rafael Montalvo y Calvo y María Josefa de Cárdenas y Beitia. Le sucedió, de su hijo Juan Crisóstomo Peñalver y Montalvo y de Serafina Martínez de Campos y Martín de Medina, el hijo de estos por tanto su nieto:
- Juan Crisóstomo Peñalver y Martínez Campos, IV conde de San Fernando de Peñalver por Real Carta de Sucesión de 1881.[4]  Soltero, le sucedió su tío paterno:

- Francisco de Paula Eusebio de Peñalver y Montalvo (La Habana, 5 de marzo de 1859-París, ¿?), V conde de San Fernando de Peñalver y capitán del Ejército Mambí.[4] Le sucedió el hijo de su hermano Ramón Peñalver y Montalvo y María Luisa Hernández y Armenteros IV condesa de Santa María de Loreto,[4] por tanto su sobrino:

- Rodolfo de Peñalver y Hernández, (La Habana, 25 de octubre de 1907-1982),  VI conde de San Fernando de Peñalver,[5]  V conde de Santa María de Loreto desde 1961[6] y VII marqués de Casa Calvo, título revocado en ejecución de sentencia el 31 de marzo de 1956.[7] Soltero, sin descendencia.

- Fernando Fernández-Cavada y París, (La Habana-Santo Domingo, 6 de agosto de 2018),[8] VII conde de San Fernando de Peñalver,[9] y conde de la Vega del Pozo. Desposeído del título en 2006. Se concedió el título a un descendiente de Sebastián Peñalver y Barreto, Calvo de la Puerta y Valdés, II marqués de Casa Peñalver casado con María Josefa Sánchez de Carmona y Hechevarría, hermano del primer conde:

- Sebastián José de Peñalver y Sánchez de Carmona, III marqués de Casa Peñalver, casado con María de la Concepción de Peñalver y Cárdenas-Vélez de Guevara, fue su hijo:
- Sebastián José de Peñalver y Peñalver IV marqués de Casa Peñalver, casó con María Josefa de Cárdenas y Armenteros, fue su hija:
- María de los Desamparados de Peñalver y Cárdenas, V marquesa de Casa Peñalver, casada con Ricardo Adriano Armenteros y Ovando, fue su hija:
- María Josefa Armenteros de Peñalver, VI marquesa de Casa Peñalver y VI marquesa de Cárdenas de Montehermoso, casada con José Romero de Juseu y Lerroux, fue su hija:
- Esther María Romero de Juseu y Armenteros, VII marquesa de Casa Peñalver, casada con Ernesto Koplowitz Sternberg, fue su hija:
- Alicia María Koplowitz y Romero de Juseu, VII marquesa de Bellavista y VII marquesa del Real Socorro, casada con  Alberto Cortina y Alcocer, siendo su hijo:
- Pelayo Cortina y Koplowitz (n. junio de 1985), VIII conde de San Fernando de Peñalver.[10]

Casado con Jane Coppée Vaxelaire